# Eugenia hodgei
Eugenia hodgei är en myrtenväxtart som beskrevs av Mcvaugh. Eugenia hodgei ingår i släktet Eugenia och familjen myrtenväxter. Inga underarter finns listade i Catalogue of Life.